# Choneziphius
Choneziphius és un gènere extint de cetacis de la família dels zífids que visqueren a l'oceà Atlàntic entre el Miocè mitjà i el Plistocè. Se n'han trobat restes fòssils a Bèlgica, Espanya, els Estats Units, França, els Països Baixos i el Regne Unit. El material consisteix fonamentalment en un conjunt de cranis fragmentaris i rostres de l'espècie tipus, L. planirostris. La taxonomia d'aquest grup no és del tot clara i podria ser que algunes espècies fossin sinònimes d'altres.